# 鉢鉢鶏

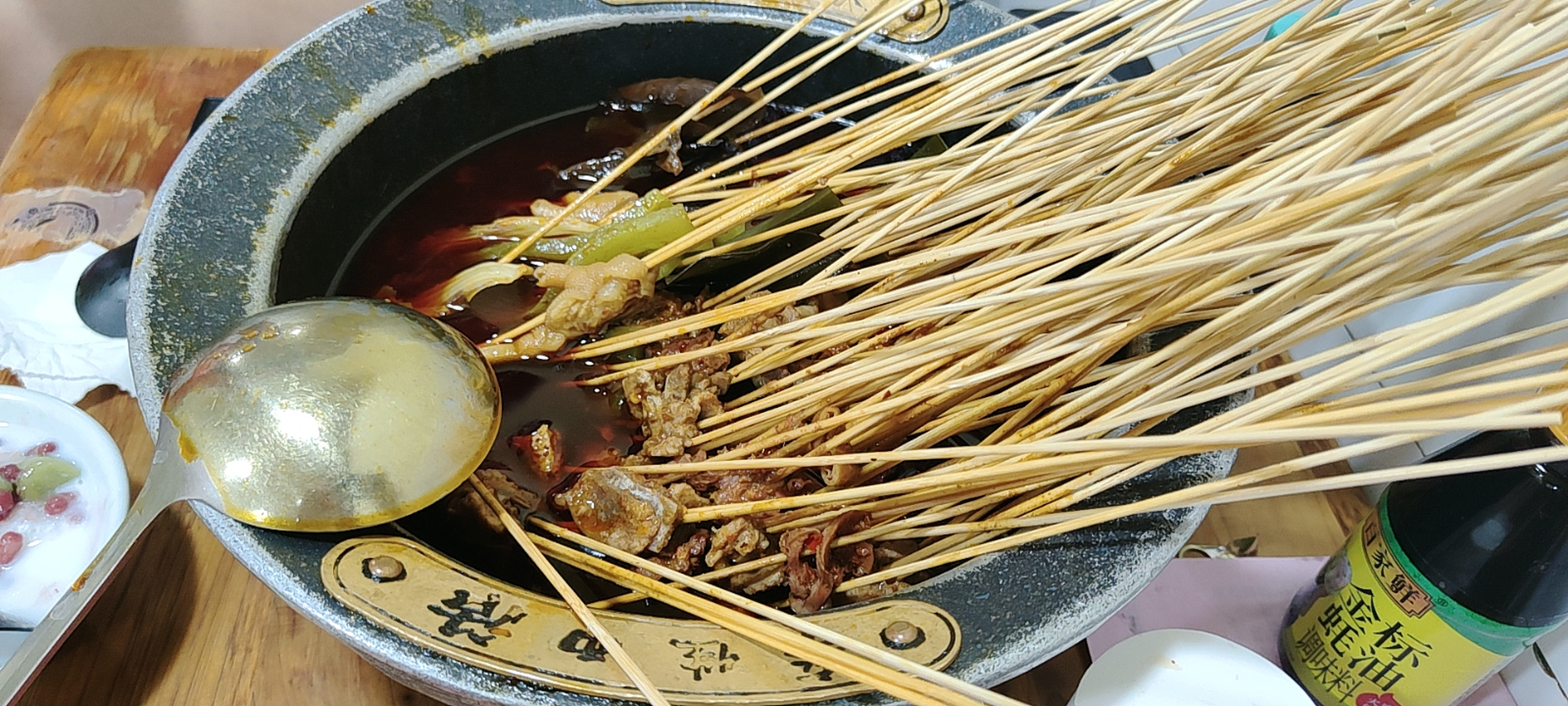
鉢鉢鶏の例（成都市）

鉢鉢鶏（ボーボージー）は、中華人民共和国四川省楽山市の名物料理。食材を竹串に刺し、特製だれの入った鉢に漬け込んで食べる串料理である。
酒の肴や軽食として食されている。野菜、魚介、肉、練り物など様々な食材を串に刺して食べるため、特製だれこそが鉢鉢鶏の味とも言える。特性だれは、ラー油や花椒で作った辛いタレであり、四川ではラー油から自家製することも多く、各家庭や店によってそれぞれラー油のレシピや味わいは異なる。
日本の食事のスタイルとしては、静岡おでんや大阪などの串カツが近い。日本では串に刺した様々な食材を「おみくじ」に見立てた「鶏の四川式おみくじ」として鉢鉢鶏をプレゼンテーションした例もある。日本ではガチ中華普及の流れで、鉢鉢鶏を提供する店も登場している。